# Shin Koyamada
Shin Koyamada (小山田真 Koyamada Shin ?  Okayama, 10 de marzo de 1982) es un actor, productor de cine, filántropo, empresario y artista marcial japonés-estadounidense.
Koyamada es reconocido mundialmente por su rol de actor principal como "Nobutada" junto a Tom Cruise en la película de acción épica de guerra El último samurái, de Warner Bros., con una taquilla mundial de $456 millones. Shin actuó como protagonista principal en la película de acción y aventura de Película Original de Disney Channel
Wendy Wu: Homecoming Warrior, que tuvo más de 5.7 millones de espectadores en su estreno, por lo que es la quinta película más alta de DCOM. Koyamada ha protagonizado muchas películas y programas de televisión, incluyendo The Yokai King (2015), Heart of the Dragon (2014), Ai No Shizuku (2010), Good Soil (2007), Wendy Wu: Homecoming Warrior (2006), Wine Road of the Samurai (2006) y El último samurái (2003). Koyamada ha producido y protagonizado como "Ren Matsuo" en el comic book estadounidense The Dreamhoppers (2010). Koyamada fundó Shinca Entretenimiento con su esposa Nia Lyte (Carolina Manrique Uribe) que ha producido numerosos proyectos relacionados con el entretenimiento de Hollywood. Koyamada se dedica a obras de caridad como voluntario a través de su organización sin fines de lucro Koyamada Fundación (SKF) desde el año 2008 en los EE. UU. y Japón. Koyamada sirve como Embajador Internacional del turismo para el gobierno Japonés de Kioto y Okayama, así como el embajador de Misión Especial para Japón-America Society of Southern California.
Koyamada emigró de Japón a los Estados Unidos en junio del 2000. Koyamada tiene cinturones negros de tercer grado en artes marciales. Es bilingüe en inglés y Japonés y reside en California junto con su esposa.

## Primeros años
Shin nació en Okayama, Japón, su padre vivía en Okayama y trabajó como empleado del ayuntamiento. La familia se había trasladado de Prefectura de Kagoshima, donde la familia Koyamada es un descendiente directo de Kagenori Koyamada, el señor del clan Koyamada que era un clan samurái en el dominio de Satsuma. En sus años de escuela primaria, Shin comenzó atletismo y fue posteriormente aceptado en el club de Atletismo Junior en la ciudad de Okayama. Cuando era niño, su pasión por las películas de acción de América y Hong Kong fue influenciado por su padre. Mientras Shin era joven, él llegaba a casa de la escuela y tenía que ver lo que su padre veía en la televisión. Shin decidió que quería actuar en películas de Hollywood.
Cuando estaba en octavo grado, sus padres lo inscribieron en un programa de la Asociación de Padres y Maestros (PTA) en contra de su voluntad para estudiar en el extranjero, en Brisbane, Australia durante tres semanas, lo que se convirtió en su primer viaje al extranjero. Su Inglés no mejoró en el viaje, pero la experiencia le impactó su vida y le despertó la curiosidad de saber más acerca de lo que estaba al otro lado del mar. Para el final del noveno grado, él eligió Hollywood para hacer su sueño realidad, porque su padre le dijo que Hollywood es la capital de la industria cinematográfica. Sus padres y profesores no lo apoyaron para perseguir su sueño como actor en Hollywood. En la escuela secundaria, se convirtió en el capitán del equipo de Gimnasia Olímpica y compitió en el torneo de Okayama durante tres años. Además de su entrenamiento de gimnasia en la escuela secundaria, se matriculó en una escuela de Karate en contra de sus padres. Esta se convirtió en su primera experiencia en artes marciales. Entrenó cada fin de semana para perfeccionar sus habilidades con el deseo de convertirse en una gran estrella de acción del mundo cinematográfico.
Tras su graduación de la secundaria en junio del 2000, Koyamada se inscribió en el programa de ESL en la Universidad de California en Riverside para el verano y se mudó a Hollywood solo, sin conocer a nadie, sin tener un lugar para quedarse, y sin saber hablar Inglés. en el 2001, se matriculó en Los Angeles City College como estudiante internacional de tiempo completo donde por primera vez comenzó a tomar clases de actuación intensiva en la academia de Teatro, así como la formación en una escuela de artes marciales de Shaolin Kung-fu del Norte.

## Carrera

### Actuación

#### Los primeros trabajos
La construcción de una carrera como actor con poco dinero, ningún Agente de talentos, mánager de talento, u otras conexiones de Hollywood es un logro extremadamente difícil. Para ganar experiencia y una carrera, Koyamada trabajaba muchas horas por muy poco o ningún pago en todo lo que pudo encontrar. Por 2001 en el Teatro de Knightsbridge, coreografió e interpretó formas de artes marciales y de combate para una producción única de Coriolanus de Shakespeare. Koyamada hizo una breve aparición en Power Rangers Wild Force en el 2002. Su primer trabajo en el cine fue un premiado cortometraje de comedia llamado, A Ninja Pays Half My Rent dirigida por Steven Tsuchida. La película fue lanzada por primera vez y ganó numerosos premios en todo el mundo en el 2003.

#### El último samurái
Sometiéndose a diversos proyectos a través de la Internet, consiguió su papel debut en El último samurái, coprotagonizó junto a Tom Cruise en la épica Warner Bros. como Nobutada, un hijo de Katsumoto, un arquero feroz, doble espadachín, y un joven samurái que se hace amigo del soldado estadounidense capturado, interpretado por Tom Cruise. Su padre en la película Ken Watanabe, el samurái líder, le aconseja que le enseñe al personaje de Cruise la Cultura de Japón y el idioma japonés. Hizo la mayor parte de un debut de gran alcance. Durante el rodaje de El último samurái en Japón, Estados Unidos y Nueva Zelanda duró casi 8 meses, aprendió Kyudo (tiro con arco Japonés) y Yabusame. La película fue bien recibido después del lanzamiento, con una taquilla mundial de $456 millones. Además, fue nominado para varios premios, incluyendo premios de la Premios Óscar, Premios Globo de Oro de Oro y el National Board of Review. La película recibió una entusiasta acogida entre el público de ir al cine en Japón, con ingresos de taquilla más altos en ese país que en los EE. UU. La crítica de la película en Japón fue en general positiva.

#### Wendy Wu Homecoming Warrior
Koyamada protagonizó en la Película Original de Disney Channel (DCOM) Wendy Wu: Homecoming Warrior con Brenda Song como Shen, que tuvo más de 5.7 millones de espectadores en su estreno, por lo que Wendy Wu: Homecoming Warrior el DCOM recibió la calificación más alta en la historia de Disney Channel Japón. La película también rompió todos los récords en el Reino Unido y Europa haciendo Disney Channel el canal de los niños de mayor audiencia en Europa. Wendy Wu saltó por encima de los números del período de tiempo del año pasado, la entrega de enormes ganancias de tres dígitos en el Total de Televidentes (178%, 5.649 millones vs 2.050.000), niños 6-11 (132%, 8.8 / 2129000 vs 3.8/933, 000) y preadolescentes 9-14 (187%, 8.6 / 2120000 vs 3.0/731, 000) Wendy Wu: Homecoming Warrior es el segundo DCOM que se añadirán en iTunes. Disney lanzó varios productos basados en la película para promover la película. Tras el éxito internacional de El último samurái, en 2004, los productores y escritores le presentaron las ideas de la película a los ejecutivos de Disney Channel, junto con Koyamada, que en la sala de conferencias hizo artes marciales, flip flap para atrás e hizo una demostración de espadas de Shaolin Kung-fu como campeón nacional de EE. UU. Al día siguiente le ofrecierona Koyamada el papel principal en la película. Koyamada juega el papel de un monje shaolin chino que visita a una adolescente estadounidense, alegando Wu es la reencarnación de una poderosa guerrera y la única persona que puede evitar que un antiguo espíritu malo sea parte de la destrucción del mundo. Durante el rodaje de la película en Auckland, Nueva Zelanda, Koyamada hizo la mayor parte de sus acrobacias y secuencias de acción coreografiadas por Koichi Sakamoto, quien también había trabajado previamente con Koyamada en el 2001 en Power Rangers. Koyamada grabó su voz en japonés en la película y promovió la película en revistas y canales de televisión en Japón.

#### Después del 2006 en Hollywood y Asia
Koyamada trabajó en el Especial de Televisión Disney Channel Games desde el 2006-2009 por tres años, Koyamada apareció en shows de Disney y anuncios televisivos realizados por el público Japonés por The Walt Disney Company Japón. En 2006, Koyamada protagonizó y fue productor ejecutivo de la película documental Japonesa llamada Wine Road of the Samurai (2006), rodada en Egipto, Francia y Japón y nacionalmente distribuida por 28 estaciones de televisión afiliadas en Japón Tokyo Broadcasting System (TBS) en el 2007, Koyamada apareció en la 20th Century Fox película de drama Constellation con el director Jordan Walker-Pearlman. En el 2008, Koyamada protagonizó y produjo la película de acción y Aventura Good Soil, escrita y dirigida por Craig Shimahara que se estrenó en teatros y DVDs. En el 2010, Koyamada fue el protagonista principal como Seinen Makibi en una producción teatral de dos horas al estilo de Broadway llamada "Ai No Shiuku" en la ceremonia inaugural del 25 ª Festival Nacional Cultural de Okayama. La producción fue por la Ministerio de Educación, Cultura, Deportes, Ciencia y Tecnología de Japón y el Gobierno de Okayama, Japón. La obra de teatro, a la que asistió el príncipe heredero Naruhito fue televisado a nivel nacional a través de la NHK. El Festival Nacional de la Cultura, que es el mayor evento Cultura de Japón se da anualmente por los gobiernos federal y de las prefecturas o ciudades de Japón. En el 2013, protagonizó y produjo la nueva serie web llamada Heart of the Dragon como John Watanabe, dirigida por Jeff McDonald y escrita por James West II. Él es la estrella de voz, productor y director de la coreografía de acción del personaje legendario samurái Miyamoto Musashi en el próximo videojuego llamado Reborn.
Koyamada es representado por Affirmative Entertainment.

### Producción
Koyamada se interesó en el aspecto creativo de la industria del entretenimiento desde el 2005, Shinca Entretenimiento se formó originalmente para desarrollar y producir proyectos relacionados con Koyamada y su esposa Nia Lyte (Carolina Manrique Uribe) a finales del 2008. Desde el establecimiento de la compañía, Shinca Entretenimiento aumentó el capital para proyectos y desarrolló con éxito el guion para el largometraje titulado Ticker, por Stephen Langford y el guion "AKA"., escrito por James E. West. Shinca también ha producido un talk show llamado The Nia Lyte Talk show para su esposa que es presentadora de Televisión. En el 2007, Koyamada produjo una Cine de los Estados Unidos Good Soil, y fue productor ejecutivo de un documental Japonés Wine Road of the Samurai, Koyamada se asoció en el 2008 con dibujante de cómics Travis Moore (Combatientes de la Libertad, Adventure Comics, Wonder Woman) y su esposa Nia Lyte (Carolina Manrique Uribe) para formar una compañía de comic book (historietas dibujadas para niños) americana llamada Laizen Comics. Su primer Tebeo o cómic fue una historia basada en sueños reales de Acción y Aventura titulado The Dreamhoppers fue creada y escrita por Shin Koyamada, Travis Moore y Nia Lyte (Carolina Manrique Uribe) y publicada por Laizen Comics a principios del 2010. La historia está basada en Nueva York y Koyamada es el personaje principal llamado Ren Matsuo en The Dreamhoppers. Koyamada formó un sello de música Meter On Records con el compositor de Cine musical Dirty Dancing Erich Bulling y lanzó un álbum de música digital estadounidense Moving On en el 2010. En el 2013, produjo una serie para Web y Televisión llamada Spirit Fashion, Spirit Art, Spirit Music, Spirit Love y Spirit Earth con las productoras Claudia Hallowell (escritora del show) y su esposa Nia Lyte (Carolina Manrique) cocreadora y la presentadora de la serie distribuida por Spirit Show Network y KTLA Canal de Televisión local de Los Ángeles, California.

### Próximos Proyectos
Koyamada ha participado oficialmente en la creación y producción del comic book The Dreamhoppers, que también se está desarrollando como un show de Televisión de animación y videojuego.
En el 2013, protagonizó y produjo la nueva serie web americana Heart of the Dragon como John Watanabe, dirigida por Jeff McDonald y escrita por James West II. Está previsto su estreno en el 2015. En el año 2014, es protagonista principal de la próxima serie de televisión de acción americana llamada The Yokai King, que se filmó todo en Okinawa, Japón y programada para ser estrenada en los EE. UU.
En el 2013, fue elegido oficialmente para protagonizar la voz, producir y dirigir la acción coreografía el personaje legendario samurái Miyamoto Musashi en el próximo videojuego llamado Reborn por Elemental-Labs, una empresa que desarrolla videojuegos estadounidense y programado para ser lanzado a nivel mundial.

### Filmografía
| Año  | Título                       | Personaje              | Tipo                                | Notas                      |
| ---- | ---------------------------- | ---------------------- | ----------------------------------- | -------------------------- |
| 2002 | Power Rangers Wild Force     | Agente                 | serie de televisión                 |                            |
| 2002 | A Ninja Pays Half My Rent    | negro Ninja            | película                            | protagonizada              |
| 2003 | El último samurái            | Nobutada               | película                            | coprotagonizó              |
| 2004 | Jake 2.0                     | Shinji Makito          | serie de televisión                 | protagonizada              |
| 2006 | Disney Channel Games 2006    | Como el mismo          | Miniserie                           | protagonizada              |
| 2006 | Wine Road of the Samurai     | Narrador               | Documental                          |                            |
| 2006 | Wendy Wu: Homecoming Warrior | Shen                   | Película Original de Disney Channel | protagonizada              |
| 2007 | Disney Channel Games 2007    | Como el mismo          | Miniserie                           | protagonizada              |
| 2007 | Constellation                | película               | Yoshito                             |                            |
| 2007 | Good Soil                    | Jinbei Masuda          | película                            | protagonizada              |
| 2008 | Disney Channel Games 2008    | Como el mismo          | Miniserie                           | protagonizada              |
| 2010 | Ai No Shizuku                | Seinen Makibi          | Telefilme                           | protagonizada              |
| 2013 | Heart of the Dragon          | John Watanabe          | serie de web                        | protagonizada              |
| 2014 | The Yokai King               | Ippei "The Yokai King" | serie de televisión                 | protagonizada              |
| 2015 | Reborn                       | Musashi Miyamoto       | Videojuego                          | protagonizada (Voz en off) |

| Año  | Título                   | Personaje           | Tipo                |
| ---- | ------------------------ | ------------------- | ------------------- |
| 2006 | Wine Road of the Samurai | productor           | Documental          |
| 2007 | Good Soil                | Productor ejecutivo | película            |
| 2012 | Spirit Fashion           | Productor ejecutivo | serie de televisión |
| 2013 | Spirit Earth             | Productor ejecutivo | serie de televisión |
| 2013 | Spirit Love              | Productor ejecutivo | serie de televisión |
| 2013 | Spirit Music             | Productor ejecutivo | serie de televisión |
| 2013 | Spirit Art               | Productor ejecutivo | serie de televisión |
| 2013 | Heart of the Dragon      | Productor ejecutivo | serie de web        |
| 2013 | Reborn                   | Productor ejecutivo | Videojuego          |

## Filantropía
Koyamada comenzó muchos trabajos voluntarios ayudando a las organizaciones sin fines de lucro y programas como Boys and Girls Club of America, KICKSTART Kids fundación de Chuck Norris, UNICEF y la Asociación de Médicos de Asia (AMDA). Formó parte de los Disney Channel Games, que apoyó a varias organizaciones benéficas, incluyendo la Fundación Starlight Children. En abril del 2010, Koyamada fue invitado especial al desfile de Festival Nacional de los Cerezos en Flor en la avenida Constitución de la 7.º y la calle 17 en Washington D. C. Durante su estancia en Washington D. C., participó en el 50.º Sakura Matsuri para promover el 25 º Festival Nacional de la Cultura de Japón en la Prefectura de Okayama con ayuda de la Organización del Turismo Nacional de Japón de Nueva York y participó en el Japón National Bowl como juez celebridad, que fue organizado por la Sociedad Japonesa-Americana de Washington D. C.

### Koyamada Fundación
Fundación Koyamada (SKF) fue establecida por Koyamada y su esposa Nia Lyte (Carolina Manrique Uribe) para ofrecer becas de Artes Marciales a los jóvenes y por medio de ellas aprender la importancia del respeto, el honor, la cortesía, el valor y ayudar activamente en cuestiones ambientales a nivel mundial. Las donaciones de la fundación van para la educación individual de niños desfavorecidos que no tienen oportunidad. La misión de la fundación es ayudar a los jóvenes a lograr sus metas y sueños y promover un estilo de vida en harmonía con la naturaleza. En el 2011, la Koyamada Fundación recaudó cantidades financieras sustanciales para ayudar a las víctimas del 2011 Tōhoku earthquake and tsunami de Japón. Parte de la iniciativa de donación de SKF también incluyó el envío de contenedores marítimos de 20 pies llenos de necesidades básicas como comida, ropa, zapatos, mantas, agua, pañales y juguetes para los niños para ayudar a los sobrevivientes que lo perdieron todo de la noche a la mañana.
Los principales programas de caridad de la Fundación Koyamada incluyen;
- Festival de Estados Unidos de Artes Marciales[16]
- Becas de Artes Marciales
- niciativa Global de Donación
- Fondo de Ayuda para Desastres
- Iniciativa de Educación Global

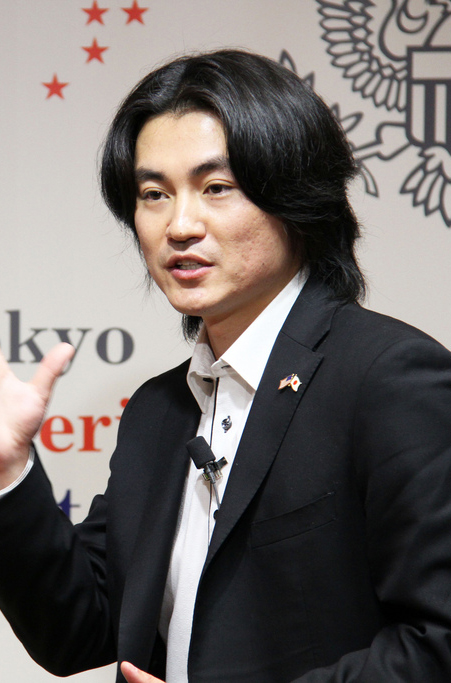
Shin Koyamada en 2012

En conjunto con el objetivo de SKF para continuar apoyando a las víctimas del 2011 Tōhoku earthquake and tsunami de la región de Tōhoku del 2011 la Koyamada Internacional Fundación Japón (KIF Japón) se formó. En marzo del 2012, Koyamada hizo una gira de tour por cinco ciudades principales de Japón con la Embajada de EE. UU. y el Consulado General de los Estados Unidos, Tokio, como parte de la misión del Departamento de Estado de los Estados Unidos de EE. UU. para inspirar a los estudiantes Japoneses a estudiar en los Estados Unidos y experimentar la cultura estadounidense. Durante el recorrido, se recaudaron más de EE. UU. $ 22,000.00 para ayudar a financiar el proyecto de la Operación Tomodachi. Tras el éxito de la gira, KIF Japón oficialmente se alió con la Embajada de los EE. UU., Tokio para Coorganizar el evento LGBT en la residencia del embajador en donde asistieron jóvenes estudiantes Japoneses. En otras regiones de Japón, KIF Japón se ha asociado con los EE. UU. Consulado General, Universidad nacionales del Japón, la Prefectura de Escuelas Secundarias, bibliotecas y organizaciones locales sin fines de lucro para realizar eventos para inspirar a los jóvenes Japoneses para estudiar Inglés, estudios en el extranjero en los colegios y universidades de Estados Unidos, la experiencia de la Cultura de Estados Unidos, internacionalizar la comunidad y fortalecer la amistad entre Japón y los Estados Unidos.
A mediados de agosto de 2013, SKF de Estados Unidos y KIF Japón organizaron una gira (tour) nacional cultural llamada US-Japan Discovery Tour, recorrida por Koyamada y las estrellas de Disney Channel los gemelos Dylan y Cole Sprouse (The Suite Life of Zack and Cody). Los hermanos Sprouse fueron nombrados oficialmente por Nia Lyte (Carolina Manrique Uribe) la presidenta y Co-Fundadora de la Fundación como SKF Embajadores Internacionales y viajaron a Japón por primera vez en la historia para motivar y ayudar a los jóvenes en Japón. La exitosa gira ha inspirado a miles de estudiantes de la próxima generación de Japón y EE. UU. para promover la educación, los intercambios interculturales y la amistad entre EE. UU. y Japón.

## Artes marciales
Shin comenzó a los 16 años a estudiar Keishinkan Karate en Okayama, Japón, en la que se le concedió su primer grado de cinturón negro bajo Sensei Tadashi Yoshii. Después de mudarse a los Estados Unidos en el 2000, Koyamada comenzó a entrenar Shaolin Kung-fu del Norte 6 días a la semana en la Academia de Harmonious Fist Chinese Athletic Association. Koyamada se especializó en la forma de mano vacía Boot Bo (拔步) y la doble espada entre otras 18 armas clásicas chinas de Shaolin del Norte. Koyamada compitió en seis competencias Nacionales en EE. UU. de Shaolin del Norte más de cinco meses, y ganó el primer lugar en todas menos una, que quedó de segundo. En el 2005, ganó san-dan (tercer grado) de cinturón negro en Keishinkan Karate en Japón. En el 2005, Koyamada comenzó a entrenar Tae Kwon Do y obtuvo cinturón negro de segundo grado. En el 2007, comenzó a entrenar Kung Jung Mu Sul (Artes marciales de la corte real Coreana), y fue certificado como un primer grado de cinturón negro por el Gran Maestro Tae Yang en San Francisco en el 2008. Koyamada apareció en la portada de la revista Cinturón Negro (Black Belt) en el 2004. En el 2009, fue invitado a una gira (tour) de Artes Marciales en Italia, organizado por Federico Coccorese. en el 2010, fundó el evento de caridad llamado United States Martial Arts Festival para promover las artes Marciales y celebrar la comunidad cultural internacional. Los fondos recaudados en el evento fueron destinados por completo para el programa de Becas de Artes Marciales para ayudar a capacitar a los jóvenes en las escuelas de artes marciales privadas.

## Honores y premios
A mediados del 2003, Koyamada fue honrado con la Llave de Oro de la Ciudad de New Plymouth, Nueva Zelanda por el Alcalde Pedro Tennent. En el 2005, fue honrado con la moneda de oro por el Gobierno Mexicano. El 17 de febrero del 2010, fue nombrado oficialmente como Embajador de Buena Voluntad Internacional de la Prefectura de Okayama Gobierno del Japón por el gobernador Masahiro Ishii. El 17 de mayo de 2012, fue nombrado oficialmente como embajador especial de Japón America Society de California del Sur, fundada en 1909 por el Consejo de Administración. El 1 de octubre de 2012, fue nombrado embajador internacional de la Kioto por el alcalde, Daisaku Kadokawa.